# Reinhard Wolf (Pfarrer)
Reinhard Wolf (* um 1589 in Lich; † August 1637 in Zerbst) war deutscher Pfarrer, reformierter Theologe, fürstlicher Hofprediger, Schriftsteller und Übersetzer. Weitere Namensformen sind Reinhard Wolf, Reinhard Wolff, Reinhardus Wolphius, Reinhardus Guolfius, Reinhardus Guolfius Lichensis und Reinhardus Vuolfius Lichensis.

## Leben
Pfarrer Johann Christoph Reinhard Wolf war gebürtig aus Lich. Sein genaues Geburtsjahr ist unbekannt. Am 25. November 1609 studierte er in Heidelberg. Dem Zeitgeist entsprechend setzte Reinhard Wolf seinen Namen wie viele Persönlichkeiten des öffentlichen Lebens ins Lateinische: Reinhardus Guolfius Lichensis (aus Lich stammend). 1611 wurde er Diakon und zweiter Pfarrer in Sinsheim. Er heiratete am 26. November 1611 in Heidelberg Anna Margarete Gersbach, die als „relicta“ (= verwaist) bezeichnet wird. Zur Hochzeit erschien eine Festschrift mit Glückwünschen. Wolf amtierte seit dem 15. September 1613 als Pfarrer in Hemsbach und Laudenbach an der Bergstraße. Hier besaß er ein kleines Grundstück. Der Hemsbacher Pfarrer Reinhard Wolf hielt am Sonntag, den 8. Dezember 1613, am Grab seines Laudenbacher Amtskollegen Anton Praetorius, Kämpfer gegen Hexenprozesse und Folter, die Grabrede. Diese Beerdigungsansprache wurde im Jahr 1614 in Heidelberg gedruckt. Während der Pfarrer Johannes Adam aus dem Nachbarort Heppenheim 1613 eine Widmung für das Anti-Folter-Buch von Anton Praetorius schrieb, erwähnte Reinhard Wolf in seiner Grabrede das Engagement von Praetorius gegen Hexenverfolgung überhaupt nicht.
Mehrere Ansprachen (Grabreden) sind von Reinhard Wolf überliefert. Von dem bekannten reformierten Theologen Abraham Scultetus hat er einige Werke, u. a. über die Kirchenreformation in Deutschland übersetzt und herausgegeben. Bis 1624 gibt es insgesamt fünf Publikationen unter dem Verfassernamen Reinhard Guolfius Lichensis. In Zerbst/Anhalt war 1626 beim Einmarsch der Soldaten die Pest eingeschleppt worden, der von 137 Pfarrern 56 Geistliche zum Opfer fielen. Ihren Dienst übernahmen 41 Pastoren aus der reformierten Oberpfalz, die nach dem politischen Debakel der Kurpfalz vor der Gegenreformation fliehen mussten und in Anhalt Asyl fanden.
Ab 1625 erschienen sechs Grabreden mit dem Autorennamen Reinhard Guolfius, Pfarrer in Zerbst. Das Pfarrerverzeichnis von Anhalt nennt als Pfarrer von Zerbst Reinhard Wolf aus Oberpfalz: Er war in zweiter Ehe verheiratet mit Margarethe Scultetus, der Tochter des reformierten Theologen Abraham Scultetus. Reinhard Wolf war von 1625 bis 1637 1. Pastor an der reformierten Kirche St. Bartholomäi in Zerbst/Anhalt. Die Stelle des 1. Pastors von St. Bartholomäi war meist auch mit dem Amt des Superintendenten und Hofpredigers des Fürsten verbunden. 1628 und 1636 wird er auf der Titelseite einer Grabrede als „Hofprediger an der fürstlichen Schlosskirche in Zerbst“ bezeichnet, während die Leichenpredigt von 1631 ihn Pfarrer an der Schlosskirche in Zerbst nennt. In dieser Zeit erschienen mehrere Beerdigungspredigten von ihm zur Grablegung von prominenten Persönlichkeiten.
Reinhard Wolf starb im August 1637 in Zerbst.